# Leo Loedts
Leo Loedts (Etterbeek, 4 oktober 1941) is een Belgisch schilder en striptekenaar.
Loedts bracht een groot stuk van zijn leven in Heverlee door. Zijn opleiding kreeg hij in de kunsthogeschool Sint-Lucas in Brussel en de kunstacademie van Leuven. In de jaren ’60-’70 werkte Leo samen met Berck aan verschillende stripprojecten. Daarvoor gebruikten ze een gezamenlijk strip-pseudoniem: ARLE (= ARthur Berckmans en LEo Loedts). Hun bekendste stripreeks, ‘De Zwartepinken’ verscheen tussen 1965 en 1972 in Zonneland. In 1970 verschenen deze 2 verhalen in albums.
Tussen 1963 en 1972 maakte Leo illustraties en strips voor de kindermagazines van Zonneland. Leo “zijn debuut” was het op zich staande verhaal ‘Wim en Erik: De verdwenen sloep’. Dit gaat over twee rechtvaardige jongens die hun oom Walter bezoeken aan de Engelse kust. Deze strip werd opgevolgd door de avonturen van ‘de Zwartepinken’. Hier werden in totaal 11 albums van gemaakt en dit altijd in samenwerking met scriptschrijver Maurtis Renders. ‘De Zwartepinken’ verscheen in Zonneland én zijn Franse tegenhanger Tremplin. De helden Marleen, Erik en Hugo waren heel gewone kinderen met heel gewone ouders die buitengewone avonturen beleefden.
Leo had een voorliefde om te werken met acrylverf. Dit deed hij met zo veel precisie dat het lijkt alsof het olieverfschilderijen zijn. Die vaste hand en dat oog voor kleur en detail ontwikkelde Leo al sinds het begin van zijn artistieke loopbaan als striptekenaar (onder andere als medetekenaar van Jommeke en Kramikske) en grafisch ontwerper voornamelijk voor de reclamewereld.
- International Standard Name Identifier: 0000 0003 9395 3603
- Virtual International Authority File: 288363287